# Villa Malcolm
La villa Malcolm (grec moderne : έπαυλη Μάλκολμ) est une villa située dans le quartier de Kypséli, à Athènes, en Grèce.

## Emplacement
L'édifice est situé au numéro 39 de la rue Agías Zónis (grec moderne : Οδός Αγίας Ζώνης), dans le quartier de Kypséli, à Athènes.

## Histoire et description
Construite entre 1831 et 1832, selon des plans établis par Stamátios Kleánthis et Eduard Schaubert et pour le compte de l'amiral britannique Pulteney Malcolm (en), cette demeure constitue un des rares exemples d'architecture néo-classique, datant de la période ayant suivi l'indépendance de la Grèce, encore subsistant. D'apparence modeste, sa façade est caractérisée par la présence d'un large fronton. Divers ajouts architecturaux de date ultérieure sur le bâtiment initial ont pour résultat de rendre ce dernier presque invisible de l'extérieur. Siège pendant un certain temps de l'Ambassade de France en Grèce, aujourd'hui, cet édifice est la propriété, ainsi que le siège, de l'Hospice des Incurables (grec moderne : Άσυλο Ανιάτων).